# Pires do Rio
Pires do Rio es un municipio de Brasil, situado al sureste del estado de Goiás. Está situado a 145 kilómetros de la capital del estado Goiânia.
Limita con los municipios de Orizona, Vianópolis, Palmelo, Santa Cruz de Goiás, Caldas Novas, Urutaí y Ipameri.
- Datos: Q987688
- Multimedia: Pires do Rio / Q987688

1. ↑  Worldpostalcodes.org,código postal n.º 75200-000.